# Фервауде
Фервауде (нід. Ferwoude) — село в нідерландській провінції Фрисландія. Входить до муніципалітету Південно-Західна Фрисландія.
Його площа становить 7,16км², а населення станом на 2021 рік складало 225 осіб.
Перша згадка про населений пункт датується 13-им сторіччям.

## Галерея

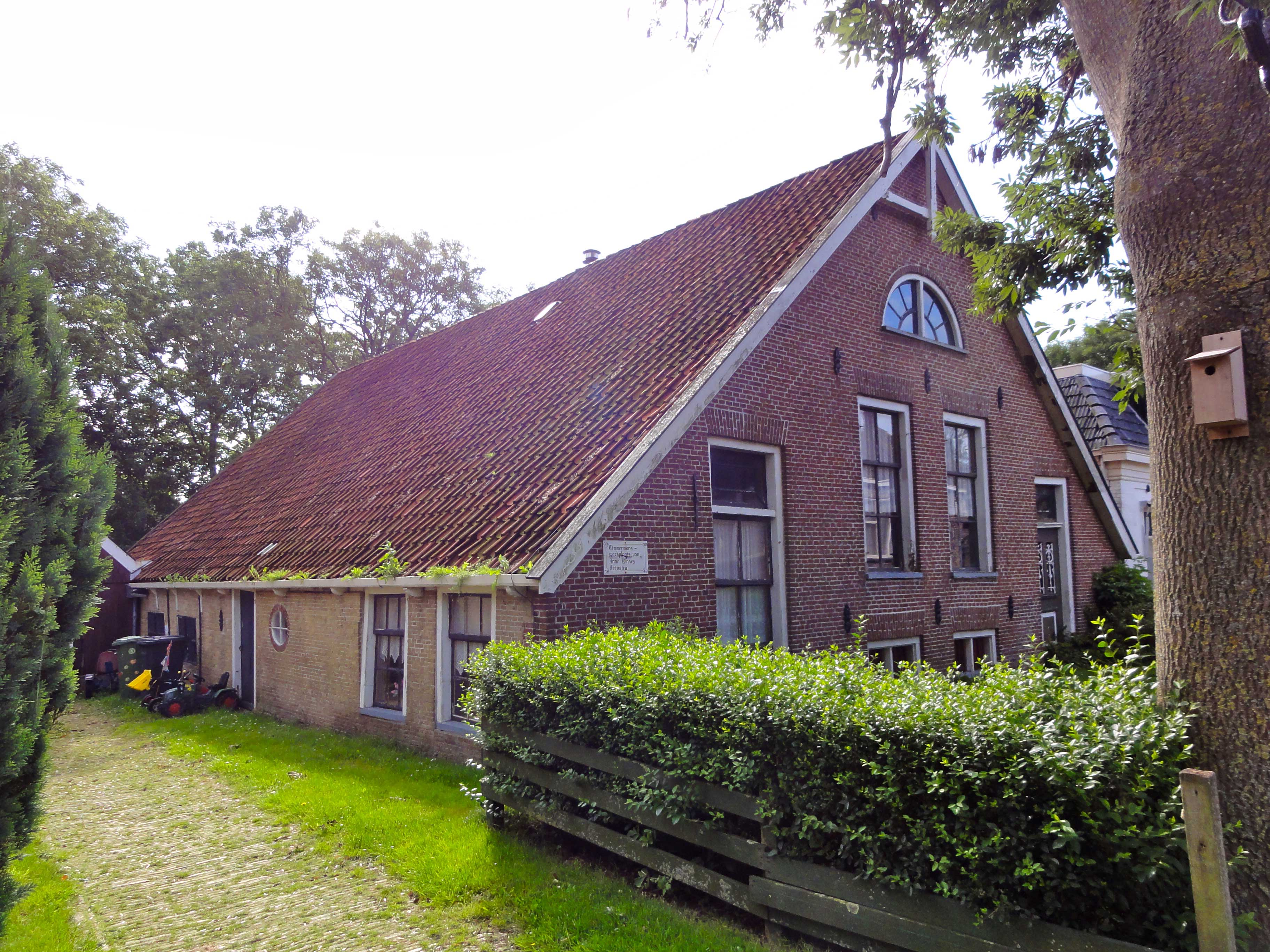
Ферма у Фервауде
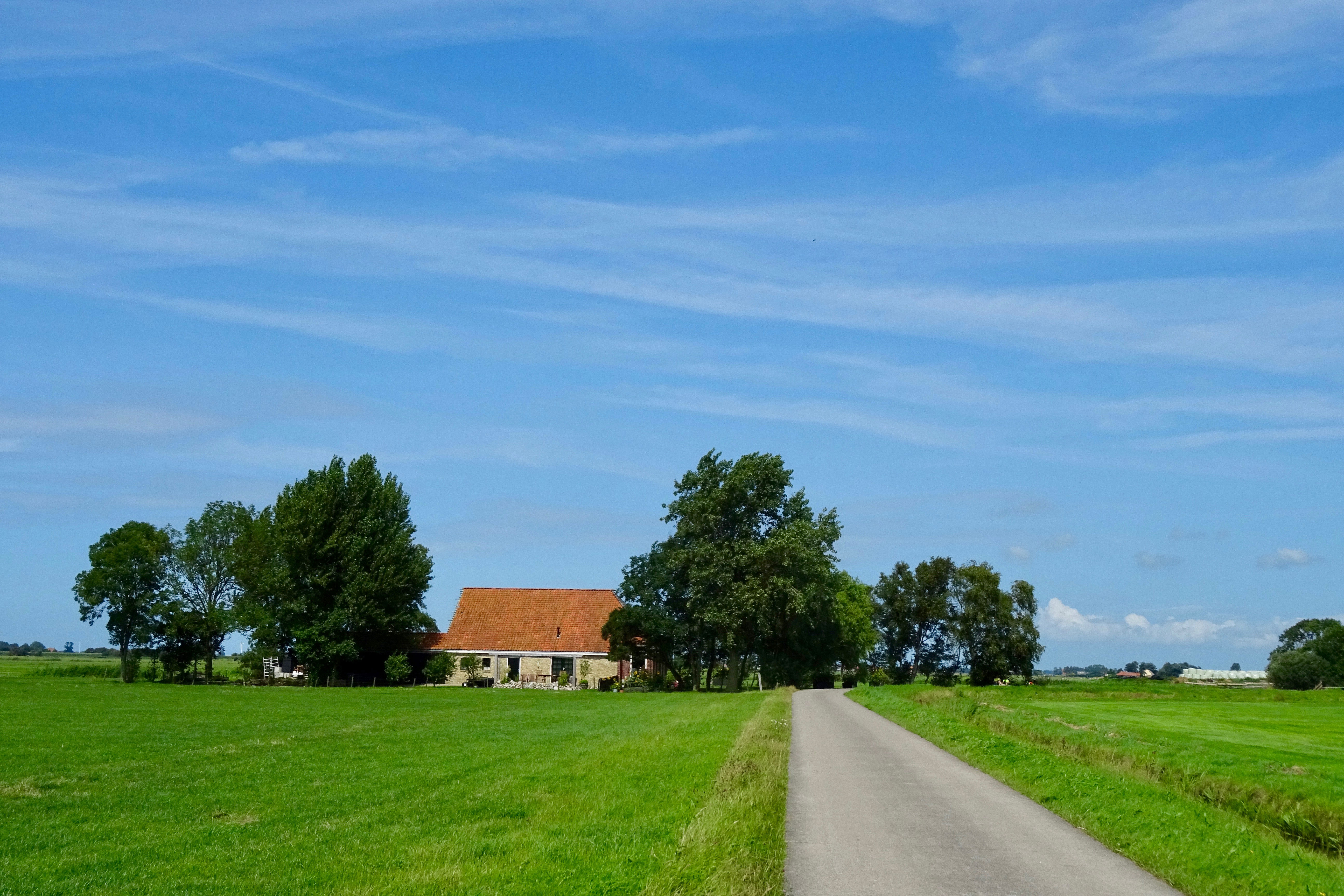
Пейзаж із фермою